# Gentianopsis
Gentianopsis é um género botânico pertencente à família
Gentianaceae.